# Linje 19 (Pekings tunnelbana)
Linje 19 (北京地铁19号线; Běijīng dìtiě shíjiǔhào xiàn) är en framtida planerad linje i Pekings tunnelbana. Linje 19 kommer att trafikera centrala delarna av Peking i nord-sydlig riktning. Sträckningen är 22,4 km lång med 10 stationer. Linjen är en höghastighetsbana som kommer att trafikeras i 120 km/h Linje 19 planeras öppna 2019 i samband med att även New Airport Express till Beijing Daxing internationella flygplats.
[uppföljning saknas]

## Lista över stationer
Från norr till söder:
- Mudanyuan (牡丹园) (byte till      Linje 10)[1]
- Beitaipingzhuang (byte till  ?  Linje 12)[1]
- Jishuitan (积水潭) (byte till      Linje 2)[1][4]
- Ping'anli (平安里) (byte till      Linje 4 och      Linje 6 och  ?  Linje 3)[1][4]
- Taipingqiao (太平桥)[5]
- Niujie (牛街)[5]
- Jingfengmen (景风门) (byte till      Linje 14)[5]
- Caoqiao (草桥) (byte till      Linje 10 och  ?  New Airport Express)[1][4]
- Xinfadi (新发地)[5]
- Xingong (新宫) (byte till      Linje 4)[1][4]